# Möhlin
Möhlin é uma comuna da Suíça, situada no distrito de Rheinfelden, no cantão de Argóvia. Tem 18,79 km² de área e sua população em 2018 foi estimada em 11042 habitantes.